# スティーヴン・スパークス
スティーヴン・スパークス（Robert Stephen John Sparks、1949年5月15日 - ）は、イギリスの火山学者・地球科学者である。火山学ならびに流体力学の地質学的な問題への応用の分野の研究者である。
ロンドン大学で学び、ケンブリッジ大学の講師、1989年にブリストル大学の教授となった。1999年から2003年の間、国際火山学及び地球内部化学協会の会長を務めた。1988年王立協会フェロー選出。
活動的な火山で研究を続け、1995年に噴火したモントセラトのスーフリエール・ヒルズの研究を行った。

## 受賞歴
- 1978年: ウェイジャー・メダル（国際火山学及び地球内部化学協会）
- 1985年: ビグスビー・メダル（ロンドン地質学会）
- 1998年: マーチソン・メダル（ロンドン地質学会）
- 2000年: アーサー・L・デイ・メダル（アメリカ地質学会）
- 2000年: ベーカリアン・メダル（王立協会）
- 2004年: アーサー・ホームズメダル（ヨーロッパ地球科学連合）
- 2008年: ソラリンソン・メダル（国際火山学及び地球内部化学協会）
- 2011年: ウォラストン・メダル（ロンドン地質学会）
- 2018年: ロイヤル・メダル（王立協会）